# Marktbereinigung
Unter Marktbereinigung versteht man in der Wirtschaftswissenschaft einen Prozess, bei dem sich die Zahl der Anbieter in einem Markt verringert.
Die Marktbereinigung ist ein Marktmechanismus, der die Situation eines sogenannten Überangebots beseitigt. Einige Anbieter erzeugen Güter, die zu teuer sind oder aus anderen Gründen (z. B. veraltete Technik, Gestaltung, die den Nachfragergeschmack nicht mehr trifft, oder veränderte Rahmenbedingungen) nicht verkauft werden können. Diese Anbieter verschwinden dann vom Markt, sei es, weil sie von anderen Anbietern aufgekauft werden, weil sie sich aus dem Markt zurückziehen und nur noch andere Märkte bedienen oder weil sie Insolvenz anmelden.
Eine Marktbereinigung kann u. a. Ergebnis eines Verdrängungswettbewerbs oder Ruinösen Wettbewerbs sein, kann infolge von Wirtschaftskrisen entstehen oder unter dem Schlagwort Strukturwandel durchaus erwünscht und insofern forciert sein.
Das Insolvenzrecht hat in Marktwirtschaften bei der Marktbereinigung eine wichtige Funktion inne.

## Marktbereinigung mittels Stabilisierungs- bzw. „Reinigungskrise“
In den 1930ern wurde von notwendiger „Reinigungskrise“ und „Selbstheilungskräften des Marktes“ ausgegangen, insofern auch deshalb weitere Konjunkturabkühlung zugelassen. Noch heute sind manche Ökonomen der Meinung, dass Marktbereinigung mittels Rezession, also eine Reinigungskrise (bzw. Stabilisierungskrise), notwendig sei und gesprochen wird in diesem Zusammenhang von Strukturprogrammen oder Strukturanpassung.